# Gianluca Bacci Vitola
Gianluca Bacci Vitola (Barranquilla, Atlántico, 27 de mayo de 1989) es un dirigente deportivo y exjugador de baloncesto colombiano de ascendencia italiana. Actuaba en la posición de base. Fue miembro de la selección de baloncesto de Colombia, tanto de los equipos juveniles como del superior. 

## Trayectoria

### Juvenil
Hijo del baloncestista Giovanni Bacci -figura de los Caimanes de Barranquilla y miembro de la selección nacional de Colombia-, se vinculó al deporte desde su niñez. Jugó al baloncesto en el Liceo de Cervantes y en el club Cachorros, al mismo tiempo en que se destacaba como futbolista en la Escuela Barranquillera. Sin embargo descartó el fútbol en 2004 cuando la empresa Saludcoop EPS lo incorporó a su Plan Semilla en Bogotá, el cual sería cancelado al año siguiente, obligando a Bacci Vitola a retornar a su escuela y a su club de Barranquilla.
Figura de las selecciones de Atlántico desde sus 10 años, en 2005 jugó el Campeonato Nacional de su categoría con la selección de Cesar debido a que la federación atlanticense estaba suspendida. Luego de pasar el primer semestre de 2006 como estudiante de intercambio en la ciudad canadiense de Winnipeg (donde no jugó al baloncesto en su escuela sino al fútbol), retornó a su país y volvió a actuar con Cesar. Posteriormente volvería a integrar el seleccionado de Atlántico en la versión juvenil del Campeonato Nacional.

### Primera etapa como profesional
En 2008 la empresa Saludcoop EPS volvió a becarlo, por lo que regresó a Bogotá y jugó para el seleccionado de la ciudad. Ese año haría su debut como profesional actuando para los Piratas de Bogotá, escuadra que terminaría última en esa ocasión. Permaneció en ese equipo hasta fines de 2010, pasando al año siguiente a formar parte del plantel de los Guerreros de Bogotá. En su nuevo club se afianzó como armador y se convirtió en figura del baloncesto local, consagrándose campeón de la Liga Colombiana de Baloncesto 2013-II y participando de la Liga Sudamericana de Clubes 2014 y de la Copa EuroAmericana de Básquet 2014. También fue refuerzo de Cúcuta Norte en la LSC 2010 y jugó dos semestres en 2013 y 2014 con las Águilas de Tunja.

### Alejamiento y breve retorno al profesionalismo
A comienzos de 2015 decidió retirarse de la práctica profesional del baloncesto, disgustado con la desorganización de la Liga Colombiana de Baloncesto y con las pocas oportunidades para el crecimiento económico que su país le brindaba a los baloncestistas nacionales.
Instalado en Barranquilla, Bacci Vitola siguió practicando baloncesto pero en ligas de aficionados. 
En febrero de 2017 retornó a la competición profesional como refuerzo de Academia de la Montaña para disputar la Liga de las Américas. Aunque el torneo terminó rápido para su equipo, el armador mantendería posteriormente el vínculo con la organización de Medellín, participando de la Liga Colombiana de Baloncesto 2017. En ese certamen su equipo venció en semifinales a los Cimarrones del Chocó, pero la presencia antirreglamentaria de Bacci Vitola en el último juego de la serie causó la descalificación de los medellinenses -el jugador, que tiene ciudadanía italiana, ocupó la ficha que obligatoriamente debía de ocupar un extranjero, generando así una violación técnica del reglamento.
Al año siguiente, ya viviendo en Italia como estudiante de posgrado, jugó el tramo final de la temporada 2017-18 de la Serie C Silver como armador del OSAL Novate.

### Última etapa como profesional
En el verano de 2019 se incorporó a los Titanes de Barranquilla asumiendo el papel de capitán del equipo. Con su nuevo club volvió a experimentar la gloria (ganó cuatro campeonatos locales) y pudo actuar en torneos internacionales como la Basketball Champions League Americas 2021. También jugó la Copa Caribe Basket con los Tigers de Barranquilla a fines de 2020, la cual fue ganada por su equipo.
En abril de 2022 anunció nuevamente su retiro de la competición profesional, anunciando que esta vez lo hacía para pasar a trabajar en la gerencia de su club.

## Selección nacional
Bacci Vitola participó del Campeonato Sudamericano de Baloncesto de Cadetes de 2004 y de varias ediciones de la Copa Saludcoop. 
Con la selección superior jugó en el Campeonato Sudamericano de Baloncesto de 2010 y 2012, además de haber actuado tras su regreso profesional en partidos clasificatorios para la Copa Mundial de Baloncesto de 2019 y la FIBA AmeriCup de 2022. 
Fue convocado para ser parte del plantel que debía afrontar los Juegos Suramericanos de 2022 en Asunción, Paraguay, pero gentilmente declinó la convocatoria sosteniendo que no estaba físicamente en la condición más óptima para jugar.

## Vida privada
Bacci Vitola se graduó como administrador de negocios internacionales en la Universidad de La Sabana de Bogotá, obteniendo luego un Máster en Cooperación y Desarrollo en la Universidad Católica del Sagrado Corazón de Milán.